# هانس شميت (صحفي)
هانس شميت (بالألمانية: Hans Schmidt؛ بالإنجليزية: Hans Schmidt) هو كاتب سير ذاتية وصحفي ألماني وأمريكي، ولد في 24 أبريل 1927 في فولكلينغن في ألمانيا، وتوفي في 30 مايو 2010.